# 80. pehotni polk (Italija)
80. pehotni polk Roma/Pasubio (izvirno italijansko 80º Reggimento fanteria) je pehotni polk (Kraljeve) Italijanske kopenske vojske.

## Zgodovina
Med prvo svetovno vojno je bil polk aktiven na soški fronti ter med drugo svetovno vojno je bil nastanjen v Rusiji.